# Nuit debout

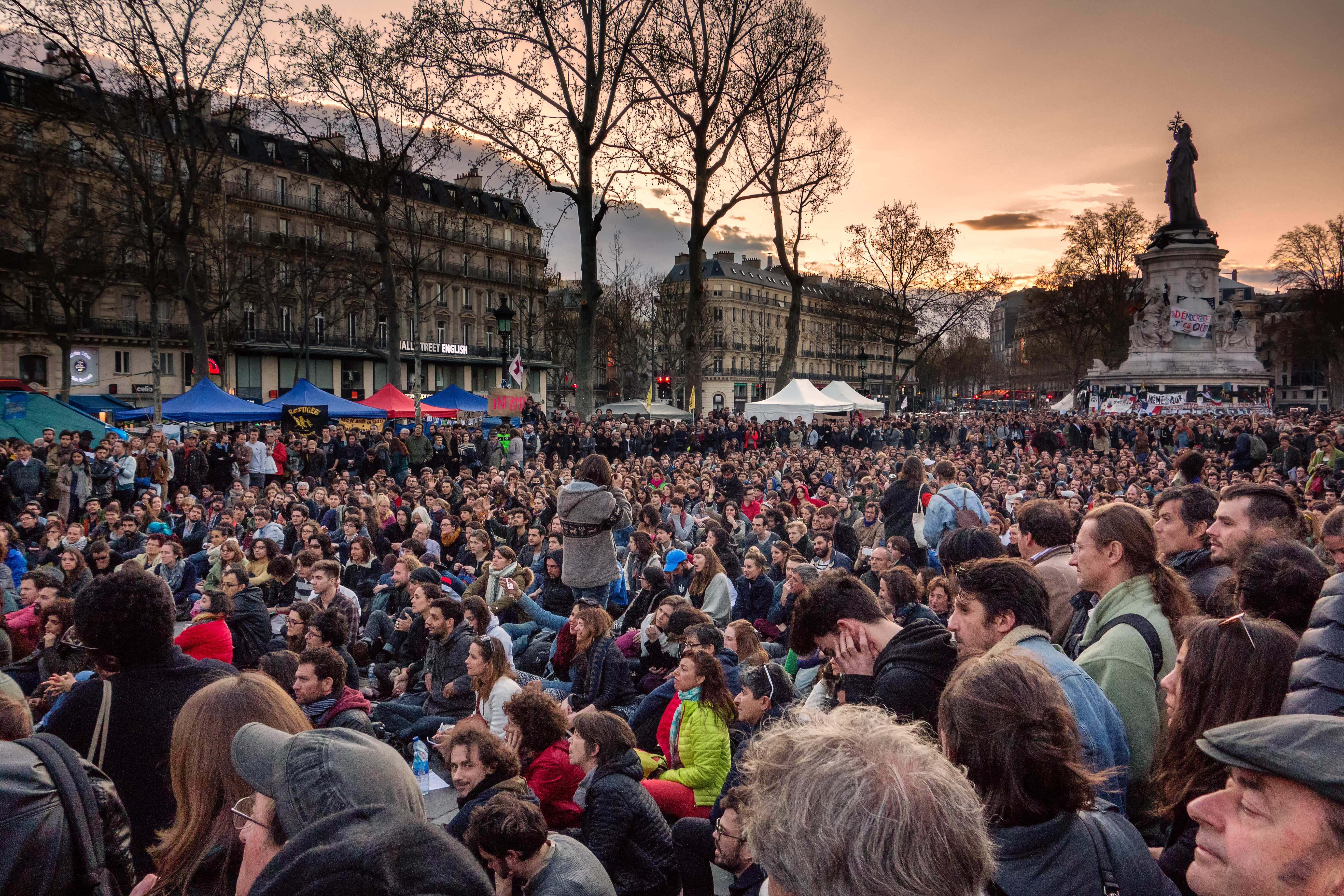
Protest in Paris, 10. April 2016

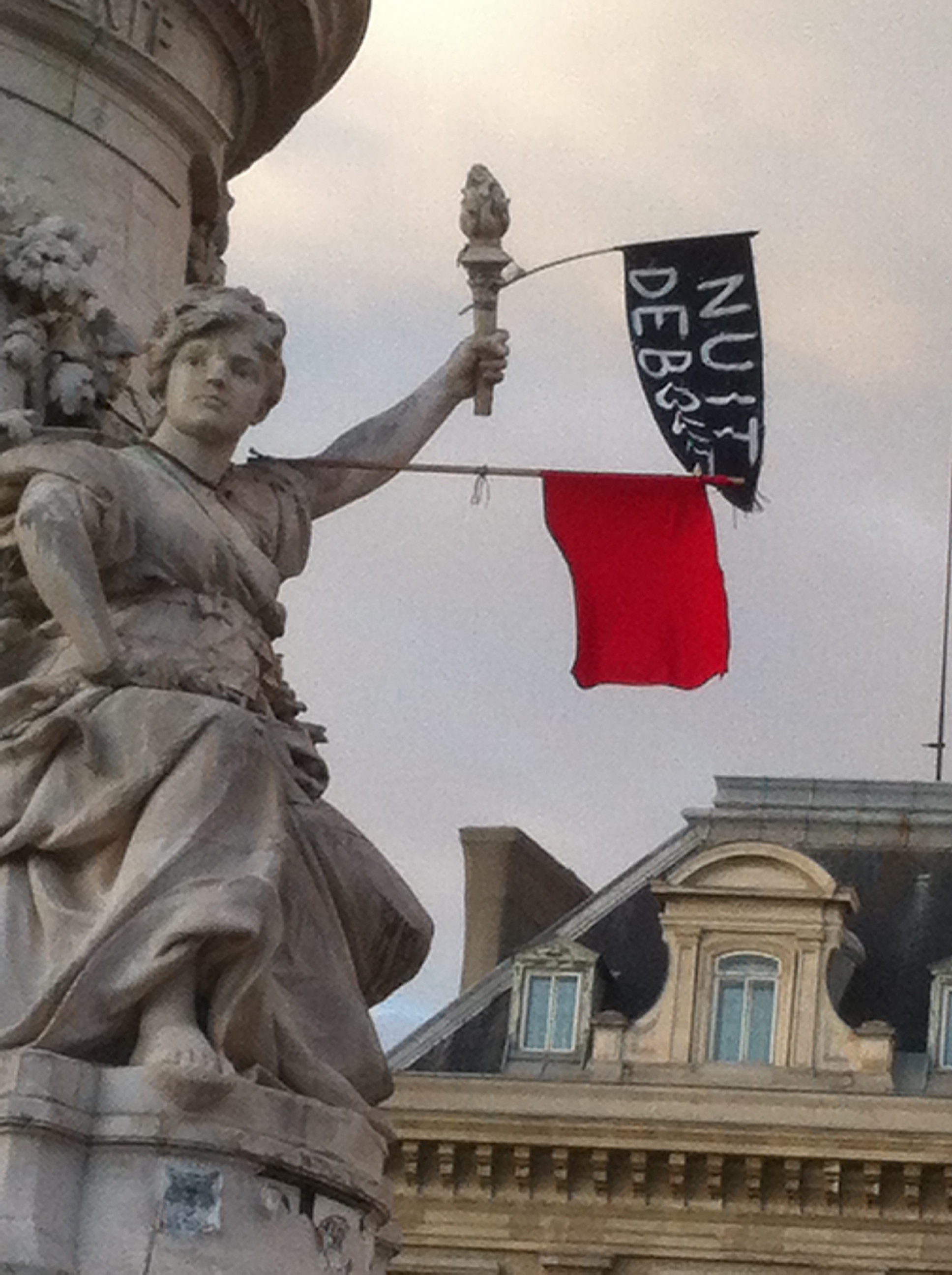
Geschmückte Freiheitsstatue auf dem Platz der Republik, Paris, März 2016

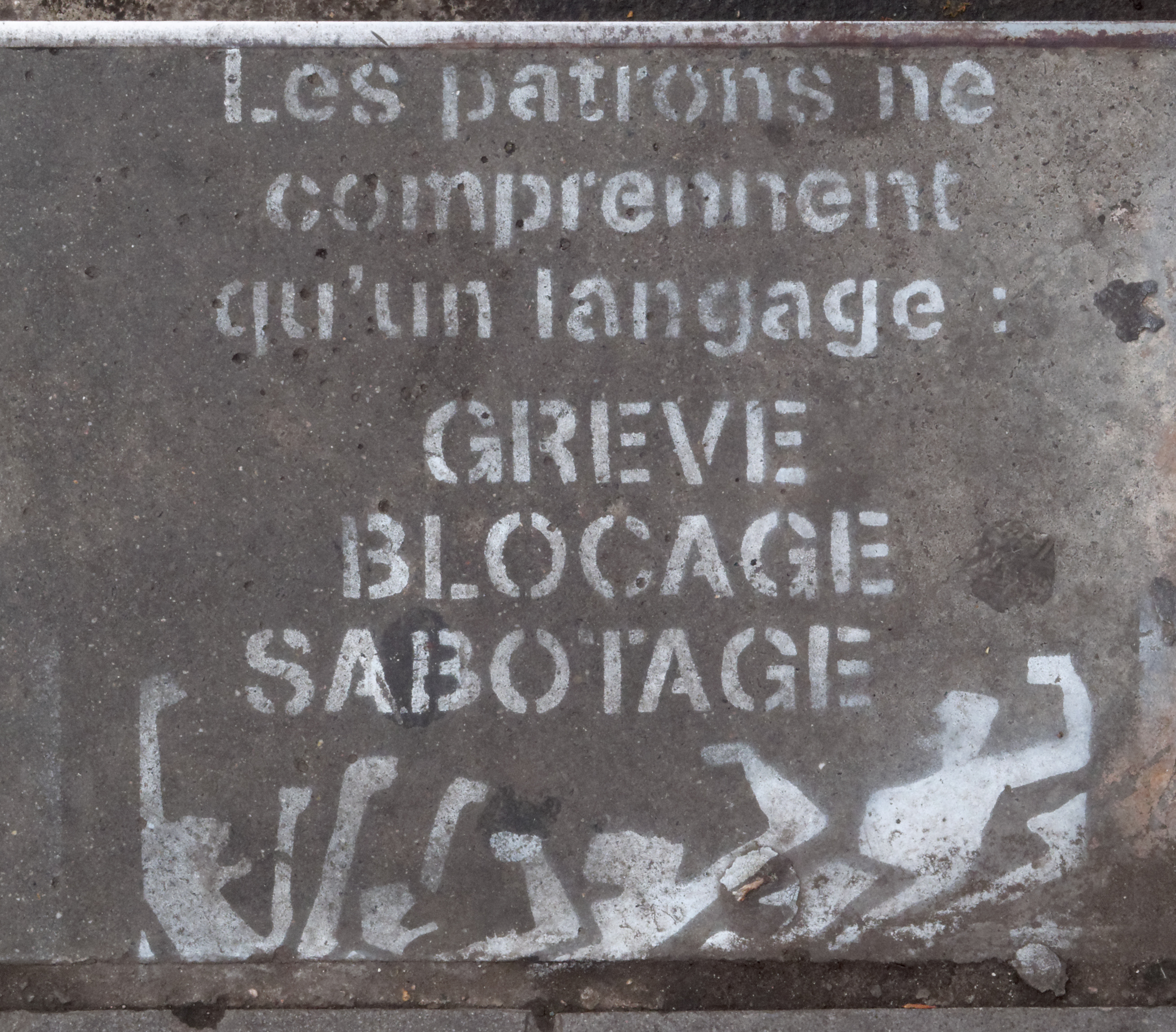
Graffito mit Aufruf zum Aufstand, Paris, April 2016

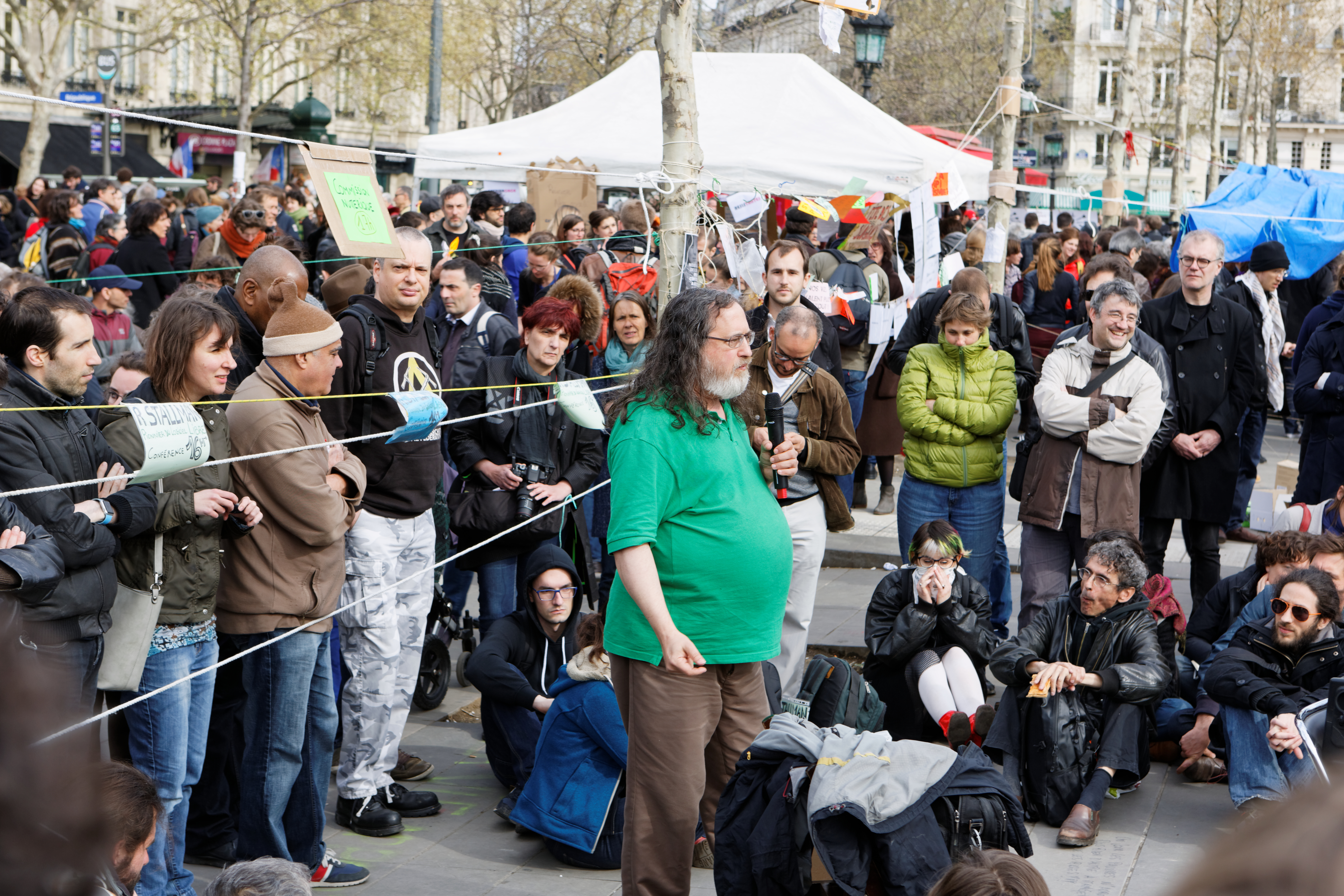
Richard Stallman bei Hacking debout, Paris, 17. April 2016

Nuit debout (französisch [ˈnɥi ˌdə.bu], in der deutschen Presse übersetzt als „Die Nacht über wach (bleiben)“, „die Nacht wach, aufrecht verbringen“, auch „Die Aufrechten der Nacht“) ist eine soziale Bewegung, die in Frankreich seit dem 31. März 2016 auf der Place de la République in Paris und anderen Städten des Landes jeden Abend und in der darauf folgenden Nacht gegen geplante Änderungen des Arbeitsrechts protestiert. Später schlossen sich auch die Gewerkschaften den Protesten an. Kommentatoren haben die Tragweite der arbeits- und sozialrechtlichen Reformen mit der Agenda 2010 in Deutschland verglichen. Der französische Staatspräsident Hollande selbst sprach von einem Kernstück seiner Amtszeit, das er auf jeden Fall politisch umsetzen wolle. Angesichts der Schwere der Proteste ließ Ministerpräsident Valls jedoch Ende Mai 2016 durchblicken, dass „Verbesserungen“ der geplanten Reformen möglich seien.

## Hintergrund
In Frankreich waren Ende Oktober 2015 fast 3,6 Millionen Menschen arbeitslos; die Arbeitslosenquote betrug etwa 10,8 %. Die Regierung von Staatspräsident Hollande und Ministerpräsident Valls plante eine Arbeitsrechtsreform mit dem Ziel, die Schaffung neuer Arbeitsplätze zu erleichtern und die Wirtschaft anzukurbeln. Dazu sollte unter anderem die Anzahl der Flächentarife von 750 auf 100 verringert werden. Die Arbeitszeiten sollten verlängert und der Kündigungsschutz bei Arbeitsverhältnissen verschlechtert werden.
Gegen dieses Vorhaben regte sich Widerstand. Nuit debout begann mit einem Facebook-Aufruf; eine Besetzung des Place de la République war zunächst für drei Tage geplant. Der Protest wurde von der Presse in einen Zusammenhang mit der Occupy-Bewegung und dem 2010 veröffentlichten Aufruf Empört euch! von Stéphane Hessel und mit der Indignados-Bewegung 2011/2012 in Madrid eingeordnet. Wie François Ruffin wurde auch Frédéric Lordon der Widerstandsbewegung als intellektueller Kopf zugeordnet.
Der Beginn von Nuit debout lag zeitlich vor dem Start der Fußball-Europameisterschaft 2016 in Frankreich, die am 10. Juni begann. In Frankreich haben Protestveranstaltungen, Demonstrationen und Streiks traditionell mehr Zulauf als in einigen anderen Ländern der Region.

## Verlauf der Proteste
Die Bewegung ging von Paris aus, wo vorwiegend junge Menschen auf dem Platz der Republik nächtliche Versammlungen abhielten, auf denen jeder Teilnehmer Rederecht hatte. Viele Redner kritisierten die seit langem andauernde hohe Jugendarbeitslosigkeit in Frankreich (etwa 25 %) und eine soziale Schieflage der französischen Gesellschaft zulasten junger Menschen. Auch in Nizza, Marseille und anderen französischen Städten fanden nächtliche Versammlungen statt. Ende März gingen in Frankreich 400.000 Menschen auf die Straße. Zu ähnlichen Veranstaltungen wurde auch in Belgien, in Deutschland, in Italien, in den Niederlanden, Portugal, in der Schweiz und in Spanien aufgerufen.
In der Nacht vom 14. auf den 15. April 2016 kam es am Rande der Nuit debout in Paris zu Ausschreitungen. Am 28. April 2016 kam es in mehreren französischen Städten zu Demonstrationen mit Auseinandersetzungen zwischen der Polizei und Demonstranten. Die Besetzung des Platz der Republik wurde nach sechs Wochen von der Polizei geräumt. Nach Angaben des Innenministeriums nahm die Zahl der Demonstranten zwischen dem 31. März und dem 1. Mai landesweit von 1,2 Millionen auf 84.000 ab.
Am 10. Mai 2016 setzte die Regierung Valls für die Verabschiedung ihrer Arbeitsrechtsreform mangels einer Mehrheit in der Nationalversammlung den Artikel 49 Absatz 3 der Verfassung Frankreichs ein. Die Opposition stellte einen Misstrauensantrag; dieser erhielt aber keine Mehrheit der Abgeordnetenstimmen.
Die Gewerkschaft CGT begann im Mai mit Streiks. Der CGT-Vorsitzende Philippe Martinez rief am 24. Mai zu einer „Generalisierung des Streiks auf, überall, in allen Betrieben“. Ab Mitte Mai wurde in vielen französischen Städten das Benzin knapp, weil Lastwagenfahrer Raffinerien und Treibstofflager in einem Streik blockierten. Die Abgabe an Autofahrer wurde vielfach rationiert, in einigen Bezirken wurde der Verkauf in Kanistern untersagt. Viele Tankstellen schlossen mangels Benzin. Auch Atomkraftwerke wurden bestreikt. Zum Beispiel beschlossen am 25. Mai 2016 Angestellte im Atomkraftwerk Nogent-sur-Seine, dem wichtigsten Kraftwerk für die Region Paris, die Drosselung der Stromproduktion.
Am 26. Mai 2016 kündigte Ministerpräsident Valls in einem Interview mit dem privaten französischen Nachrichtensender BFM TV „Verbesserungen“ der Reformen an. Der „Rahmen“ des Vorhabens solle aber beibehalten werden.
Seit Mai 2016 ließ die Beteiligung an den nächtlichen Protesten immer mehr nach. Im Juni 2016 habe sich zu einer Versammlung in Paris nur noch eine Handvoll Demonstranten zusammengefunden, die noch über die Zukunft der Bewegung diskutierten.
Seitdem gab es immer wieder Versuche, Nuit debout wiederzubeleben. Im Zusammenhang mit der Affäre Fillon gab es im Februar 2017 im Vorfeld der Präsidentschaftswahl in Frankreich 2017 mehrere Proteste. An einer der größeren Demonstrationen im Nachfeld der Bewegung nahmen etwa 2.500 Menschen teil.